# Pappa och himlen
Pappa och himlen är en svensk TV-film från 1981 med regi och manus av Carin Mannheimer. I rollerna ses bland andra Rune Turesson, Solveig Ternström och Ove Tjernberg.
Dramat handlar om könsroller och de krav som ställs såväl i familjelivet som arbetslivet.

## Rollista
- Rune Turesson – Edvin Berglund
- Solveig Ternström	- Märit, Edvins dotter
- Ove Tjernberg – Lasse, Märits man
- Bengt Bauler – Peter, Märits och Lasses son
- Hanna Toll – Sofia, Märits och Lasses yngre dotter
- Clara Mannheimer – Charlotte, Märits och Lasses äldre dotter
- Barbro Oborg – Ulla, Märits syster
- Petter Ljunggren – Jonas, Ullas son
- Lena Ivancic – Annika, Ullas dotter
- Ingemar Carlehed – Olof, Ullas nye partner
- Sickan Carlsson – Asta, Edvins granne
- Irma Erixson – Siv, Märits kollega
- Ann Gelbar – Lena, Märits arbetskamrat
- Ulf Qvarsebo – personalchefen
- Inga Ålenius – Monica, Ullas arbetskamrat
- Barbro Kollberg – läkare
- Vibeke Nielsen – terapibiträde
- Iwar Wiklander – bas på sågen
- Anders Wällhed – Anders, sågverksarbetare
- Karl-Magnus Thulstrup – äldre man på bänk
- Elisabeth Wærner – fru Vestergren, kund hos frisören